# سارة شبيغل
سارة شبيغل أستاذة ورئيسة قسم الكيمياء الحيوية والبيولوجيا الجزيئية في جامعة فرجينيا كومنولث. في منتصف التسعينيات، اكتشفت جزيء sphingosine-1-phosphate وهو شحوم تم التعرف عليه كإشارة لانتشار السرطان والالتهابات وأمراض القلب والأوعية الدموية. وهي تدير مختبر شبيغل ميلستين -الذي يدرس SIP- في جامعة فرجينيا كومنولث.

## التعليم
حصلت سارة شبيغل على درجة البكالوريوس للعلوم في الكيمياء والكيمياء الحيوية من الجامعة العبرية في القدس عام 1974. تخرجت في الكيمياء الحيوية في عهد البروفيسور مئير ويلشيك في معهد وايزمان للعلوم في رحوفوت بإسرائيل، حيث حصلت على درجة الدكتوراه في الكيمياء الحيوية عام 1983 قبل الانتقال إلى الولايات المتحدة.

## الحياة المهنية
حصلت شبيغل على زمالة ما بعد الدكتوراه في قسم الكيمياء الحيوية للأغشية في المعهد الوطني للاضطرابات العصبية والسكتة الدماغية في المعاهد الوطنية للصحة في بيثيسدا بماريلاند من 1984 إلى 1986. ثم انتقلت إلى كلية الطب بجامعة جورج تاون للعمل كأستاذ مساعد في قسم الكيمياء الحيوية والبيولوجيا الجزيئية من 1987 إلى 1992، وأستاذ مشارك ومديرة برنامج الدراسات العليا في الكيمياء الحيوية والبيولوجيا الجزيئية من 1992 إلى 1996، ثم أستاذ كامل في الكيمياء الحيوية والبيولوجيا الجزيئية في كلية الطب بالجامعة من 1996 إلى 2001.
أصبحت شبيغل أستاذة ورئيسة قسم الكيمياء الحيوية بجامعة فرجينيا كومنولث عام 2002، وهو منصب تشغله حتى يومنا هذا. منذ عام 2005، عملت أيضًا مديرة لبرنامج بيولوجيا خلايا السرطان في مركز ماسي للسرطان في جامعة كاليفورنيا.

## بحث S1P
يعود الفضل إلى شبيغل في اكتشاف جزيء sphingosine-1-phosphate (S1P) في منتصف التسعينيات. تم التعرف على هذا الجزيء كإشارة في انتشار السرطان والالتهابات وأمراض القلب والأوعية الدموية.أبلغت شبيغل وسانتياغو ليما في مجلة Structure عن اكتشافهما للهيكل الذري لإنزيم sphingosine kinase 1 الذي ينتج جزيء S1P.
مُولت أبحاث شبيغل بشكل مستمر لمدة 20 عامًا تقريبًا من خلال منح من المعاهد الوطنية للصحة. في عام 2003 حصلت على جائزة MERIT من المعاهد الوطنية للصحة بحوالي 2.1 مليون دولار لإجراء مزيد من الأبحاث حول S1P.

## نشاطات أخرى
منذ عام 2000، عملت في مجالس تحرير مجلة الكيمياء البيولوجية، ومجلة جليككونجوجيت وغيرهم.

## الجوائز
- 2007: جائزة منحة الجامعة المتميزة[2]
- 2008: فرجينيا عالم متميز [2]
- 2009: جائزة أفانتي في الدهون[5]